# Payroux

Payroux este o comună în departamentul Vienne, Franța. În 2009 avea o populație de 503 de locuitori.